# Alpha suscrit
Cette page contient des caractères spéciaux ou non latins. S’ils s’affichent mal (▯, ?, etc.), consultez la page d’aide Unicode.

Lettre a avec alpha suscrit, aᷧ.

L’alpha suscrit, ◌ᷧ, est une lettre suscrite utilisée comme signe diacritique dans certaines transcriptions phonétiques, principalement basée sur la transcription Teuthonista. Il est composé d’un petit alpha latin, ɑ, suscrit au dessus d’une autre lettre qu’il modifie.

## Représentation informatique
L’alpha suscrit peut être representé avec les caractères Unicode (Supplément de diacritiques) suivant :
| formes    | représentations | chaînes de caractères | points de code | descriptions                             |
| --------- | --------------- | --------------------- | -------------- | ---------------------------------------- |
| minuscule | ᷧ                | ◌ᷧ                     | U+1DE7         | diacritique lettre minuscule latine alph |